# Estadi Comunal d'Andorra la Vella
Estadi Comunal d'Andorra la Vella este un stadion mic de fotbal din Andorra la Vella, capitala Andorrei. Stadionul are o capacitate de 1300 de locuri și este dotat și cu o pistă de atletism. Estadi Comunal d'Andorra la Vella și Camp d’Esports d’Aixovall găzduiesc împreună toate meciurile din eșaloanele superioare a competițiilor de fotbal din Andorra, Primera Divisió și Segona Divisió.